# Жуакин-Пирис
Жуакин-Пирис (порт. Joaquim Pires) — муниципалитет в Бразилии, входит в штат Пиауи. Составная часть мезорегиона Север штата Пиауи. Входит в экономико-статистический микрорегион Байшу-Парнаиба-Пиауиенси. Население составляет 13 817 человек на 2010 год. Занимает площадь 739,579 км². Плотность населения — 18,68 чел./км².

## Демография
Согласно сведениям, собранным в ходе переписи 2010 г. Национальным институтом географии и статистики (IBGE), население муниципалитета составляет:
| Полное население                               | Полное население                               | Полное население                               | Полное население                               | 13 817 |
| ---------------------------------------------- | ---------------------------------------------- | ---------------------------------------------- | ---------------------------------------------- | ------ |
| в том числе:                                   | Городское население                            | 4256                                           | Процент городского населения, %                | 30,80  |
|                                                | Сельское население                             | 9561                                           | Процент сельского населения, %                 | 69,20  |
|                                                | Мужское население                              | 7154                                           | Процент мужского населения, %                  | 51,78  |
|                                                | Женское население                              | 6663                                           | Процент женского населения, %                  | 48,22  |
| Плотность населения, чел/км²                   | Плотность населения, чел/км²                   | Плотность населения, чел/км²                   | Плотность населения, чел/км²                   | 18,68  |
| Население муниципалитета в % к населению штата | Население муниципалитета в % к населению штата | Население муниципалитета в % к населению штата | Население муниципалитета в % к населению штата | 0,44   |

По данным оценки 2016 года, население муниципалитета составляет 14 083 жителя.

## Статистика
- Валовой внутренний продукт на 2003 год составляет 17 036 407 реалов (данные: Бразильский институт географии и статистики).
- Валовой внутренний продукт на душу населения на 2003 год составляет 1291,03 реалов (данные: Бразильский институт географии и статистики).
- Индекс развития человеческого потенциала на 2000 год составляет 0,526 (данные: Программа развития ООН).